# One Night (film 1916)
One Night è un film muto del 1916.

## Produzione
Il film fu prodotto dalla Vitagraph Company of America.

## Distribuzione
Distribuito dalla V-L-S-E, il film uscì nelle sale cinematografiche statunitensi il 28 febbraio 1916.